# Protodraco monocoli
Protodraco monocoli (лат.) — вид вымерших игуанообразных ящериц из семейства агамовых (Agamidae), единственный в роде Protodraco. Известен по хорошо сохранившейся задней конечности с голенью, обнаруженной на севере Мьянмы, в бирманском янтаре возрастом примерно в 99 млн лет (нижний сеноман, верхний мел). Классификация Protodraco как представителя агамовых основана на его морфологической схожести с современными базальными представителями семейства. Находка свидетельствует о том, что агамовые прибыли в Юго-Восточную Азию ещё в меловом периоде, а не в палеогене, как это считалось ранее.